# Russ Landau
Russell Landau là nhà soạn nhạc người Mỹ về các chủ đề và nhạc phim, bao gồm seaQuest 2032, Survivor, Fear Factor, và Pirate Master mà anh đã giành được giải Emmy năm 2008. Anh là cựu sinh viên của Đại học Bridgeport năm 1977. (South End, Bridgeport, Connecticut).